# Jesús del Muro
José de Jesús del Muro López (ur. 30 listopada 1937 w Guadalajarze, zm. 4 października 2022) – meksykański piłkarz występujący na pozycji środkowego obrońcy, w późniejszym czasie trener.
Del Muro pochodzi z miasta Guadalajara i swoją karierę rozpoczynał w tamtejszym zespole Club Atlas. Jego barwy reprezentował ogółem przez dziewięć lat, a największe sukcesy, jakie odniósł z tą drużyną, to zdobycie krajowego pucharu i superpucharu – Copa México i Campeón de Campeones – w 1962 roku. W późniejszym czasie występował w CD Veracruz, a także z sukcesami w Deportivo Toluca i stołecznym Cruz Azul. Jako gracz Toluki w sezonach 1966/1967 i 1967/1968 wywalczył mistrzostwo Meksyku, także dwukrotnie triumfował w Campeón de Campeones (1967 i 1968), natomiast w 1968 roku wygrał Puchar Mistrzów CONCACAF i dotarł do finału Copa Interamericana. Podczas gry w Cruz Azul zdobył tytuł wicemistrza kraju w sezonie 1969/1970 i kolejny raz wywalczył Puchar Mistrzów CONCACAF (1969). Pod koniec swojej kariery powrócił do Toluki, z którą dwukrotnie zostawał wicemistrzem Meksyku (México '70, 1970/1971) i profesjonalną grę w piłkę zakończył w wieku 35 lat. Znalazł się na czternastym miejscu sporządzonej przez IFFHS listy najlepszych zawodników w historii Ameryki Północnej.
Del Muro jako zawodnik wziął udział w trzech edycjach mistrzostw świata, jednak we wszystkich z nich Meksykanie odpadli już w fazie grupowej, nie kwalifikując się do dalszych faz turnieju. Podczas pierwszego z nich, mundialu 1958, rozegrał trzy spotkania – ze Szwecją (0:3), Walią (1:1) i Węgrami (0:4), występując na szwedzkich boiskach na nietypowej dla siebie pozycji bocznego defensora. Cztery lata później, na mistrzostwach świata w Chile, także wystąpił w trzech konfrontacjach – z Brazylią (0:2), Hiszpanią (0:1) oraz Czechosłowacją (3:1). Na mundialu 1966 tylko raz pojawił się na placu gry, w przegranym 0:2 meczu z gospodarzem turnieju i późniejszym triumfatorem, Anglią. Uprzednio wystąpił również w kwalifikacjach do tego światowego czempionatu. Ogółem podczas dziesięciu lat występów w reprezentacji Meksyku rozegrał 40 spotkań, ani razu nie wpisując się na listę strzelców.
Zaraz po zakończeniu kariery Del Muro objął funkcję szkoleniowca Deportivo Toluca, którą prowadził przez następne kilka miesięcy bez większych sukcesów. W 1973 roku był trenerem CF Pachuca, natomiast w latach 1974–1975 Club Jalisco. W 1978 roku wszedł w skład sztabu szkoleniowego selekcjonera José Antonio Roki na Mistrzostwach Świata w Argentynie. W późniejszym czasie zaangażował się w rozwój piłki juniorskiej, początkowo jako trener amatorskiej kadry młodzieżowej i reprezentacji drugiej ligi meksykańskiej. Podczas pracy w reprezentacji Meksyku U-20 wziął udział w młodzieżowych mistrzostwach świata 1985, gdzie jego drużyna zdołała dotrzeć do ćwierćfinału. W 1987 roku, jako selekcjoner kadry Meksyku U-17, poprowadził ją na mistrzostwach świata w Kanadzie, jednak jego piłkarze nie wyszli z grupy. W 1997 roku przez krótki czas był szkoleniowcem Cruz Azul, notując cztery zwycięstwa, trzy remisy i porażkę w ośmiu spotkaniach ligowych. Dwa lata później ponownie poprowadził reprezentację Meksyku U-20 na światowym czempionacie – podczas mistrzostw świata w Nigerii jego drużyna, mająca w składzie takich zawodników jak Rafael Márquez czy Gerardo Torrado, odpadła ostatecznie w ćwierćfinale. W późniejszym czasie pełnił funkcję koordynatora akademii juniorskiej Cruz Azul.